# Maurizio Malvestiti
Maurizio Malvestiti (ur. 25 sierpnia 1953 w Filago) – włoski duchowny katolicki, biskup diecezji Lodi od 2014.

## Życiorys
11 czerwca 1977 otrzymał święcenia kapłańskie i został inkardynowany do diecezji Bergamo. Po kilkumiesięcznym stażu wikariuszowskim rozpoczął pracę w diecezjalnym seminarium. W 1994 został pracownikiem Kongregacji ds. Kościołów Wschodnich.
19 czerwca 2009 został mianowany przez Benedykta XVI podsekretarzem Kongregacji ds. Kościołów Wschodnich zastępując na tym stanowisku Krzysztofa Nitkiewicza.
26 sierpnia 2014 papież Franciszek mianował go biskupem ordynariuszem diecezji Lodi. Sakry udzielił mu 11 października 2014 prefekt Kongregacji ds. Kościołów Wschodnich - kardynał Leonardo Sandri.

## Odznaczenia
- Krzyż Wielkiego Oficera Orderu Wiernej Służby (Rumunia, 2015)[3]